# Glomstrup Vig, Agerø, Munkholm og Katholm Odde, Lindholm og Rotholme
Glomstrup Vig, Agerø, Munkholm og Katholm Odde, Lindholm og Rotholme este o arie protejată (arie de protecție specială avifaunistică — SPA) din Danemarca întinsă pe o suprafață de 6.870 ha, integral pe uscat.

## Localizare
Centrul sitului Glomstrup Vig, Agerø, Munkholm og Katholm Odde, Lindholm og Rotholme este situat la coordonatele 56°41′42″N 8°31′46″E / 56.695°N 8.529444°E.

## Înființare
Situl Glomstrup Vig, Agerø, Munkholm og Katholm Odde, Lindholm og Rotholme a fost declarat arie de protecție specială avifaunistică în mai 1983 pentru a proteja 9 specii de animale.

## Biodiversitate
Situată în ecoregiunea atlantică, aria protejată nu include niciun habitat protejat.
La baza desemnării sitului se află mai multe specii protejate de  păsări (9): Branta bernicla hrota, Bucephala clangula, erete de stuf (Circus aeruginosus), Mergus serrator, bătăuș (Philomachus pugnax), ploier auriu (Pluvialis apricaria), ciocântors (Recurvirostra avosetta), chiră mică (Sterna albifrons), Sterna paradisaea.